# Mont Bawakaraeng
Le mont Bawakaraeng, en indonésien Gunung Bawakaraeng, est un volcan éteint situé en Indonésie, sur l'île de Sulawesi, dans la province de Sulawesi du Sud.

## Géographie
Le sommet du mont Bawakaraeng est occupé par une caldeira échancrée vers l'ouest dans laquelle le fleuve Jeneberang prend sa source. Il culmine à 2 830 mètres d'altitude.

## Histoire
Ce massif volcanique a connu un glissement de terrain de très grande ampleur (estimé à 235 millions de m3 de terre) le 26 mars 2004 lorsqu'une partie du flanc oriental de sa caldeira s'est effondrée dans la vallée du fleuve Jeneberang.
Ces coulées de boue et de sédiments ont fait trente morts et noyé 1 500 hectares de rizières et de plantations. À chaque saison des pluies, l'accumulation des sédiments constitue un problème pour le lac du barrage de Bilibili qu'ils comblent progressivement. Le lac est la principale réserve d'eau pour l'irrigation de la région de Makassar et de Gowa.